# 編修
編修，中國古代官職之一。在清朝，此官職品等為正七品。該官職主要配置於儲備人才功能的翰林院，所屬工作為典簿記載，其上有學士、侍讀等官職，另有典簿從官。

## 歷史沿革
清朝滅亡後，中華民國中央政府中仍設有「編修」一職，分別在考試院、國史館、國家圖書館及各部會單位。其職等因部會而不同，約在公務人員薦任第八等到第九等間。類似的文官職稱有簡任「編纂」、「修纂」等，級別較編修稍高。